# Płonący statek

Pełny zbiór „płonącego statku”; narożniki obrazu: -1.16+1.75i, 2.16-0.75i

Fragment „płonącego statku”

Płonący statek – fraktal opisany po raz pierwszy przez Michaela Michelitscha i Otto E. Rösslera w 1992.
Tworzą go punkty p płaszczyzny zespolonej, dla których ciąg opisany wzorem rekurencyjnym:
{\displaystyle z_{0}=0,}
{\displaystyle z_{n+1}=(|\Re \{z_{n}\}|+i|\Im \{z_{n}\}|)^{2}+p}
nie dąży do nieskończoności:
{\displaystyle \lim _{n\to \infty }z_{n}\neq \infty }
podobnie jak dla zbioru Mandelbrota. Różnica polega na występowaniu w „płonącym statku” wartości bezwzględnych we wzorze.